# José Márquez de la Plata y Soto
José Márquez de la Plata y Soto (Sevilla, 20 de febrero de 1741 - ¿?, 1825) fue un funcionario colonial y fiscal español que se desempeñó como oidor de la Real Audiencia de Buenos Aires

## Biografía
Su padre fue Lope Márquez de la Plata y García de Celis, fiscal del monopolio de tabaco de Sevilla, y su madre Josefa de Soto Sánchez y Castro. Provenía de una familia que históricamente había servido a la corona española: su abuelo, Fernando Márquez de la Plata y Gonzalez, fue oidor de la Real Audiencia de Barcelona, y el hermano de este, Rodrigo de la Plata, fue juez de la Audiencia de Sevilla. Este fue el padre de Fernando Márquez de la Plata y Orozco, político que participó de la independencia de Chile.
Estudió en el colegio Santo Tomás, graduándose de cánones en 1759. En la Universidad Hispalense fue licenciado en esta misma materia. Además, fue abogado por la Audiencia de los Grados, en 1766, y por el Concejo Real en 1768.
Después de esto, fue Alcalde Mayor de Antequera 1774 y el 22 de agosto de 1779 fue nombrado fiscal civil de la Real Audiencia de Santiago de Chile, tomando posesión el 23 de diciembre de 1780. En Chile se casa con Francisca García Huidobro, hija del 1° Marqués de Casa Real, Francisco García Huidobro. 
En 1784 alcanza el cargo de fiscal de la Real Audiencia de Buenos Aires, siendo ascendido a oidor de esa audiencia en enero de 1804, manteniéndose en el puesto hasta que fue destituido en septiembre de 1810 por encontrarse en la Banda Oriental y no jurar lealtad a la Junta de Gobierno que se había instalado a principios de ese año. Después fue gobernador de Tucumán en 1812 y presidente interino de la Real Audiencia de la Plata de Charcas en 1814. 